# Cercle de Spieker

En bleu, le cercle de Spieker du triangle ABC construit à partir du triangle médian.

En géométrie, le cercle de Spieker désigne le cercle inscrit dans le triangle médian d'un triangle donné. Son nom vient du mathématicien du XIXe siècle Theodor Spieker. Le centre de ce cercle, appelé centre de Spieker, ou point de Spieker, est également le centre de gravité de la ligne polygonale homogène formée par les trois côtés (contrairement au centre de gravité du triangle qui est l'isobarycentre des sommets et aussi le centre de masse de la plaque triangulaire). Le centre de Spieker est aussi le point de concours des trois droites du triangle qui séparent le périmètre en deux parties égales et passant par le milieu d'un des côtés.
Le cercle de Spieker est également lié au point de Nagel du triangle : c'est le cercle inscrit du triangle constitué par les trois points milieux entre le point de Nagel et les sommets du triangle.
Le rayon de ce cercle vaut la moitié du rayon du cercle inscrit dans le triangle d'origine.
Le centre de Spieker (Sp) est aligné avec le centre du cercle inscrit (I), le centre de gravité (G) et le point de Nagel (Na) du triangle :
{\displaystyle {\overrightarrow {S_{p}\,I}}=3{\overrightarrow {S_{p}\,G}}=-{\overrightarrow {S_{p}\,N_{a}}}.}